# Uromastyx
Uromastyx es un género de lagartos de la familia Agamidae que incluye a varias especies propias de los desiertos del norte de África, Asia central, Oriente medio y la India. Son conocidos como lagartos de cola espinosa

## Especies
- Uromastyx acanthinura
- Uromastyx aegyptia
- Uromastyx alfredschmidti
- Uromastyx asmussi - uromástix de Irán
- Uromastyx benti - uromástix de Bent
- Uromastyx dispar
- Uromastyx dispar maliensis - uromástix del Malí
- Uromastyx geyri - uromástix del Sáhara
- Uromastyx hardwickii - uromástix de Hardwick
- Uromastyx leptieni
- Uromastyx loricata - uromástix de Mesopotamia
- Uromastyx macfadyeni - uromástix de Somalia
- Uromastyx nigriventris  Rothschild & Hartert, 1912. U. de Marruecos
- Uromastyx occidentalis
- Uromastyx ocellata
- Uromastyx ornata
- Uromastyx princeps - uromástix príncipe
- Uromastyx thomasi - uromástix de Omán
- Uromastyx yemenensis - uromástix del Yemen
  - Uromastyx yemenensis yemenensis
  - Uromastyx yemenensis shobraki